# کرین ژان پیر
کرین ژان پیر (فرانسوی: Karine Jean-Pierre‎؛ زادهٔ ۱۳ اوت ۱۹۷۴) سازمان‌دهنده کمپین‌های سیاسی، کنشگر، لزبین، مفسر سیاسی و نویسنده کارائیب فرانسوی‌تبار آمریکایی است که از مه ۲۰۲۲ به عنوان ۳۵مین دبیر مطبوعاتی کاخ سفید در دولت بایدن خدمت می‌کند. او از ژانویه ۲۰۲۱ تا مه ۲۰۲۲، قائم‌مقام اصلی دبیر مطبوعاتی کاخ سفید در دولت بایدن هریس بوده‌است. ژان پیر به عنوان رئیس کمپین کامالا هریس، نامزد دموکرات معاونت ریاست جمهوری در مبارزات انتخاباتی ریاست جمهوری ۲۰۲۰ ایالات متحده فعالیت کرد و نخستین زن سیاه‌پوست و نخستین لزبینی بود که تاکنون این سمت را عهده‌دار بوده‌است. پیش از این، ژان-پیر مشاور ارشد و سخنگوی ملی مووآن‌دات‌ارگ و از تحلیل‌گران سیاسی ان‌بی‌سی نیوز و ام‌اس‌ان‌بی‌سی بود. ژان-پیر مدرس سابق امور بین‌الملل و عمومی در دانشگاه کلمبیا است.

## سنین جوانی و تحصیل
ژان پیر در فورت-دو-فرانس، مارتینیک از پدر و مادر هائیتیایی به دنیا آمد، و از سن ۵ سالگی، درکوئینز ویلج، نیویورک سیتی بزرگ شد، او بزرگترین فرزند از سه فرزند پدر و مادرش است. مادرش به عنوان دستیار بهداشتی خانگی کار می‌کرد و پدرش راننده تاکسی بود. از آنجایی که پدر و مادر ژان-پیر هر دو بیشتر روزهای هفته کار می‌کردند، او بیشتر مسئول نگهداری از خواهر و برادر کوچکترش بود. او فارغ‌التحصیل مؤسسه فناوری نیویورک است و MPA خود را از مدرسه روابط بین‌الملل و عمومی، دانشگاه کلمبیا (SIPA) در سال ۲۰۰۳ دریافت کرد، که در آن در دولت دانشجویی فعالیت کرد و تصمیم گرفت سیاست را دنبال کند.